# El corazón de la tierra (película)
El corazón de la tierra es una película de 2007 dirigida por Antonio Cuadri. Es la adaptación de la novela homónima de Juan Cobos Wilkins.

## Argumento

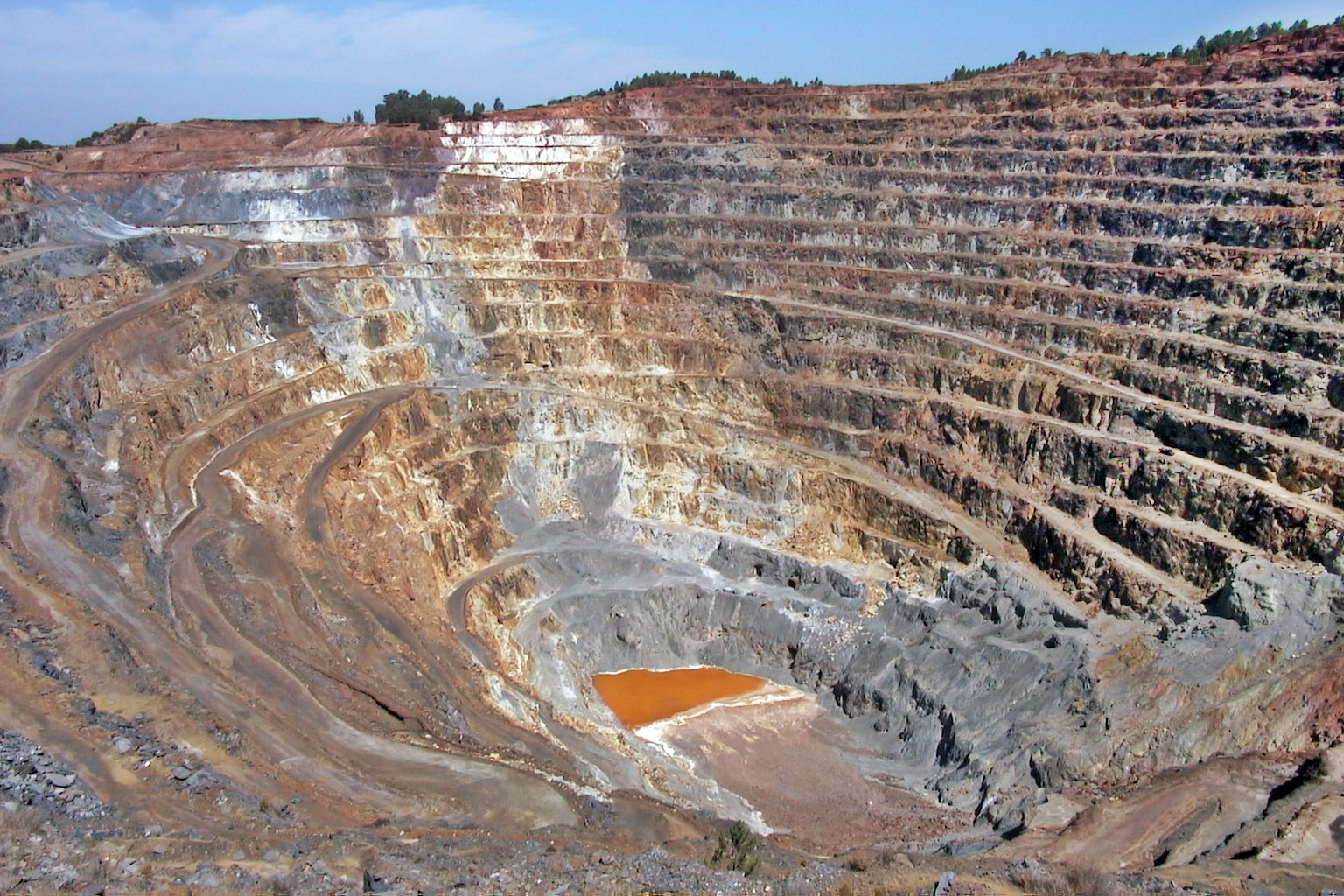
Corta Atalaya, explotación icónica de la cuenca minera de Riotinto.

En 1873 un grupo de empresarios británicos compran las minas de Riotinto y crean la Rio Tinto Company Limited, que explota cruelmente a los trabajadores, sobre todo menores. Sus actividades metalúrgicas también contribuyen a degradar notablemente el Medio Ambiente de la zona mediante las llamadas «teleras». Un día llega a la zona un anarquista, Maximiliano Tornet, quien percatándose de estos hechos inicia una revuelta popular que consigue unir a los mineros y campesinos de toda la comarca. Pero en 1888 los acontecimientos se precipitan y los propietarios de la mina obligan al ejército español una brutal carga contra los huelguistas que termina con decenas de muertos.

## Comentarios
El film está basado en la huelga que tuvo lugar en las minas. La película fue rodada en Minas de Riotinto, Linares de la Sierra, Trigueros y Mazagón (provincia de Huelva) y se utilizaron extras tanto de Riotinto como de la provincia de Huelva. Los hechos acontecieron en el antiguo pueblo de Riotinto, conocido como La Mina (y ya desaparecido por el avance de la explotación dando lugar al pueblo actual). La película, basada en el libro homónimo y con fuertes cambios respecto al original, fue estrenada el 10 de abril de 2007 simultáneamente en Minas de Riotinto y Sevilla aunque su estreno en el resto de España no tuvo lugar hasta tres días después, el viernes 13 de abril.
La película recibió el "Premio a la mejor película" del Festival de Cine Latino de Miami y fue nominada a dos Premios Goya técnicos.